# Leila Lopes

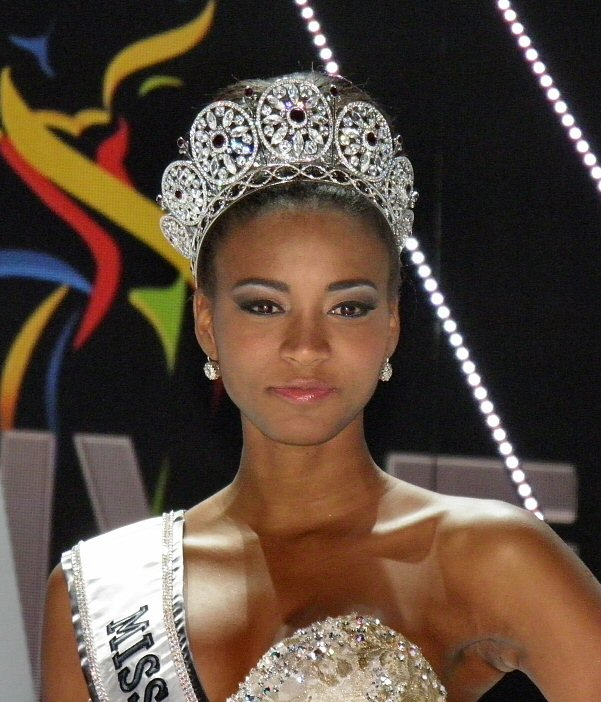
Leila Lopes als Miss Universe 2011

Leila Luliana da Costa Vieira Lopes (* 26. Februar 1986 in der Provinz Benguela) ist eine angolanische Schönheitskönigin und Miss Angola 2011. Am 12. September 2011 vertrat sie ihr Land bei der Wahl der Miss Universe in São Paulo, Brasilien, und wurde Miss Universe 2011.

## Miss Angola
Leila Lopes hat kapverdische Vorfahren. Ihre Eltern sind jedoch in Angola geboren. Lopes ist 1,79 Meter groß. Sie gewann am 18. Dezember 2010 in Luanda gegen 20 weitere Finalistinnen den Titel Miss Angola, außerdem den Titel Miss Fotogen. Als Preis für den ersten Platz erhielt Leila Lopes ein Fahrzeug, ein Juwel, eine komplette Garderobe und 2.500 US-Dollar, gestiftet von der Banco de Fomento Angola (BFA).

## Miss Universe
Am 12. September vertrat Leila Lopes Angola bei der Wahl zur Miss Universe 2011 und konnte sich gegenüber der Konkurrenz durchsetzen. Sie ist damit Nachfolgerin der Mexikanerin Ximena Navarrete, Miss Universe 2010.

## Vorwürfe der Fälschung von Dokumenten und Bestechung
Lopes gibt an, BWL-Studentin in Großbritannien zu sein, wo sie am 8. Oktober 2010 zur Miss Angola UK gewählt wurde. Es wird jedoch vermutet, dass sie vom Promoter der Veranstaltung extra nach Großbritannien gebracht wurde, um an den Wahlen teilnehmen zu können, obwohl sie dort zuvor nicht gelebt hatte, was aber wiederum Bedingung für eine Teilnahme am Wettbewerb war. Diese Umstände wurden von der angolanischen Gemeinde in Großbritannien scharf kritisiert.